# MKE Ankaragücü
MKE Ankaragücü (celým názvem Makina Kimya Endüstrisi Ankaragücü) je turecký sportovní klub z tureckého hlavního města Ankary, který byl založen v roce 1910. Jeho fotbalový oddíl hraje svá domácí utkání na stadionu Ankara 19 Mayıs Stadyumu s kapacitou 19 209 diváků, kde působí i rival Gençlerbirliği SK. Klubové barvy jsou žlutá a modrá.
Klub provozuje i jiné sporty než jen kopanou, např. volejbal. V sezóně 2012/13 se umístil na posledním 18. místě turecké druhé ligy PTT 1. Lig a sestoupil do nižší soutěže. V sezóně 1971/72 vyhrál turecký fotbalový pohár.

## Čeští hráči v klubu
Seznam českých hráčů, kteří působili v klubu MKE Ankaragücü:
- Roman Bednář (2009)[7]
- Erich Brabec (2009)[8]
- Jaroslav Černý (2011)[9]
- Jan Rajnoch (2010–2011)[10]
- Matěj Hanousek (od července 2023)